# Pomnik Fryderyka Chopina w Ustce
Pomnik Fryderyka Chopina w Ustce – pomnik znajdujący się w parku nadmorskim. Przedstawia postać kompozytora kierującego się w stronę morza. Odsłonięty w czasie obchodów Dni Morza 23 czerwca 1979 roku. Sfinansowany przez Ministerstwo Kultury i Sztuki, został ofiarowany Ustce.
Jego autorką jest Ludwika Nitschowa (twórczyni warszawskiej Syrenki).